# Brachynauphoeta jeannineae
Brachynauphoeta jeannineae är en kackerlacksart som beskrevs av van Herrewege 1975. Brachynauphoeta jeannineae ingår i släktet Brachynauphoeta och familjen jättekackerlackor. Inga underarter finns listade.